# Iridana jacksoni
Iridana jacksoni är en fjärilsart som beskrevs av Henry Stempffer 1964. Iridana jacksoni ingår i släktet Iridana och familjen juvelvingar. Inga underarter finns listade i Catalogue of Life.